# Tadeusz Lubelski
Pour les articles homonymes, voir Lubelski.
Tadeusz Lubelski, né le 1er mars 1949 à Gliwice (Silésie), est un historien du cinéma polonais, critique et traducteur.

## Biographie
Tadeusz Karol Lubelski est né dans une famille originaire de Lwów, rattachée à l'Union soviétique du fait de la Seconde Guerre mondiale. Il a fait des études de lettres à l'Université de Silésie avant de soutenir en 1979 une thèse de doctorat intitulée La poétique du roman et des films de Tadeusz Konwicki. En 1993, il reçoit son habilitation à la faculté de philologie de l'université Jagellonne sur une thèse Stratégies des auteurs dans le cinéma  polonais de fiction de 1945 à 1961. En 2002, il reçoit le titre de professeur à l'université Jagellonne.
Il collabore régulièrement à l'hebdomadaire Tygodnik Powszechny, au trimestriel Kwartalnik Filmowy et au mensuel Kino (dont il a été rédacteur en chef adjoint).
De 1989 à 1993, il est lecteur de polonais à l'université Paris-Sorbonne.
Il est actuellement directeur de l'Institut d'études audiovisuelles de la Jagellonne, où il enseigne l'histoire du cinéma.
Il est membre de l'Académie polonaise des sciences (PAN), où il préside le comité d'histoire de l'art et participe au conseil scientifique de l'Institut des arts. Il a longtemps été directeur des programmes du Festival du film de Cracovie et est désormais membre de son conseil des programmes. Il est membre de l'Académie européenne du cinéma qui décerne le Prix du cinéma européen.
Il est spécialiste de l'histoire du cinéma, tout particulièrement de celle du cinéma français et du cinéma polonais.